# Big Brain Academy: Wii Degree
Big Brain Academy per Wii, conosciuto anche come Big Brain Academy: Wii Degree negli Stati Uniti è il seguito di Big Brain Academy sviluppato per Nintendo DS e ha come concetto di gioco il medesimo del suo predecessore, cioè il "pesare" il cervello del giocatore. Il gioco utilizza i Mii presenti all'interno della console e ha la possibilità di utilizzare il WiiConnect24.

## Segreteria
Qui si può iscriversi o ritirarsi dall'Accademia: quando ci si iscrive si seleziona un Mii, si scrive il proprio nome e il Prof.Bilancini (il preside dell'Accademia) ti dà un registro. consultandolo con "vedi risultati" si possono vedere tutte le medaglie ottenute e il peso complessivo del cervello. Inoltre si può inviare il registro ad un amico tramite la Nintendo WFC.

## Modalità di gioco
Big Brain Academy per Wii permette sia la modalità Singolo giocatore che la modalità Multiplayer (al massimo 8 giocatori); la prima modalità permette al giocatore di migliorare la propria concentrazione risolvendo i quiz che vengono proposti all'interno del gioco, la seconda invece permette ai vari giocatori di sfidarsi in varie modalità per prevarre sugli altri divertendosi.

### Esercizi
Ci sono 15 esercizi che si suddividono in 5 categorie:
- Intuito: Identitalpa; Messa a fuoco; Safari nel buio.
- Memoria: Gabbie mobili; I soliti bimbetti; Memoria inversa.
- Analisi: Blocchi a scoppio; Scelta lampo; Cubolandia.
- Algebra: Tiro al pallone; Martelmatica; Contacolori.
- Percezione: Collage d'autore; Binari impazziti; Trova l'intruso.

## Giocatore Singolo
La modalità di gioco in Singolo giocatore prevede 2 tipologie di gioco: L'Esame e lo Stretching mentale.

### Esame
Per quanto riguarda l'Esame, il giocatore si troverà a dover affrontare 12 domande per ogni categoria in modo del tutto casuale fino a raggiungere un massimo di 60 domande.
Il peso del cervello e il voto ottenuti saranno calcolati in base alla velocità di risposta e all'accuratezza delle stesse; durante il gioco stesso la difficoltà delle domande si rapporterà con la bravura del giocatore, permettendo così a ogni fruitore di essere in grado di concludere la partita senza reputare il gioco troppo difficile e snervante o troppo semplice e poco divertente.
La categoria del cervello viene data in base alla materia in cui si è stati più bravi e i risultati nelle altre. Se i risultati saranno equilibrati si risulterà "Leonardo Da Vinci".

### Stretching mentale
Ogni Esercizio può essere giocato separatamente dagli altri e, a seconda del peso del cervello ottenuto, si ottiene una medaglia (0-100g: nessuna medaglia, 100-200g: bronzo, 200-300g: argento, 300-400g: oro).
Ognuno degli Esercizi può essere affrontato in 4 diverse difficoltà: Facile, Medio, Difficile ed Esperto ma quest'ultima apparirà solamente quando verranno vinte almeno le medaglie d'oro nelle altre modalità di difficoltà. Vi è anche la possibilità di ottenere una medaglia di platino ma il punteggio da ottenere differisce da Esercizio a Esercizio.

## Multiplayer
Nella modalità Multiplayer ci sono 3 diverse tipologie di gioco: Sprint Cervelli, Maratona Mentale e Quiz Neuroni. Questi giochi possono essere fatti anche da un solo giocatore.

### Sprint Cervelli
Nella modalità Sprint Cervelli viene organizzata una sfida tra due o più persone per determinare chi è il migliore; il gioco funziona in questa maniera: vengono proposte una serie di domande a entrambi i giocatori che vedono lo schermo del televisore dividersi in due parti differenti, il più rapido nel rispondere correttamente dei due vince.
C'è anche la possibilità di gareggiare contro un registro di un Mii.

### Maratona Mentale
Nella modalità Maratona Mentale vengono proposte 100 domande a cui si deve rispondere in maniera corretta entro un dato tempo; il gioco finisce quando si dà una risposta sbagliata o quando finisce il tempo stabilito. Se si gioca in più persone, tutti sono in squadra.

### Quiz Neuroni
Nella modalità Quiz Neuroni ad ogni giocatore verrà presentato sullo schermo una griglia di categorie selezionabili, all'interno delle quali verrà proposta una domanda di difficoltà variabile e il gioco continua finché non si sbaglia o si finisce il tempo di esecuzione. Vince il giocatore che quando saranno finite le categorie avrà ottenuto il punteggio più alto.
Questa modalità ha inoltre 5 esercizi in più che non vengono utilizzati in nessun'altra parte del gioco.
I 5 esercizi che ci sono solo in questa modalità sono:
Che si mangia? (Memoria)
L'ora esatta (Algebra) 
Punti di vista (Percezione)
Pannelli in serie (Analisi)
Puzzle dinamico (Intuito) (per fare un totale di 20 esercizi)

## Connettività
Il gioco permette anche sfide online tramite la WiiConnect24 con persone che hanno registrato i propri risultati online, per l'esattezza vengono utilizzati gli ultimi risultati ottenuti all'interno di una specie di libro scolastico che registra tutti i miglioramenti (e peggioramenti) del giocatore; ogni giocatore può scegliere se affrontare una sfida nei confronti di un altro giocatore provando a battere i suoi risultati.

## Vendite
Le statistiche stilate da Nintendo sostengono che Big Brain Academy per Wii ha venduto oltre 1 milione di copie al 31 dicembre 2007 di cui almeno 380.000 solo in Giappone.